# Unions d'elements de màquines
Les unions d'elements de màquines serveixen per a unir diverses peces de les màquines.

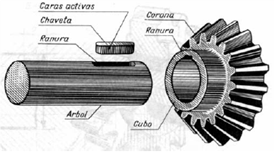
Claveta i parts

Les clavetes són petits elements, de forma prismàtica i cilíndriques, generalment d'acer emprades principalment per a efectuar unions fixes, però fàcilment desmuntables, d'elements sobre els eixos o també anomenats arbres. Van ubicades dins uns rebaixos o entalles d'una geometria determinada fets a l'eix i al forat. La unió es fa mitjançant la pressió usant l'efecte cua o a causa d'una determinada forma que bloqueja l'element. Segons el tipus d'esforç que li transmetin els elements que subjecta podem distingir entre clavetes transversals i passadors, clavetes longitudinals, llengüetes i eixos estriats.

## Clavetes transversals i passadors
S'utilitza per a transmetre petites potències i poden transmetre a més del moment de torsió entre els elements que uneixen, traccions o compressions axials. El seu ús es redueix a volants accionats manualment i màquines de petita potència. La seva forma geomètrica s'assembla a la d'una falca, té un costat recte i per l'altre una inclinació de l'1 al 5%. Aquesta geometria evita la debilitació de la peça. Ara bé quan els esforços són petits, es poden substituir aquestes falques per passadors o clavilles, una de les formes més senzilles i antigues que es coneixen. Els passadors són elements de fusta o meperfil transversal cilíndrica o cònica que s'introdueixen en un forat que travessa les peces que es volen unir.

## Clavetes longitudinals
És un prisma d'acer en forma de cunya de secció rectangular amb una inclinació d'1:100 en la cara superior. Pot tenir els extrems arrodonits (forma A) o rectes (forma B). L'objectiu d'aquesta claveta és la de transmetre un parell de gir i al mateix temps assegurar la immobilitat axial de les peces que uneixen. La forma permet ser colpejada amb un martell. La pressió elevada fa que no llisquen les peces. Si per alguna raó la claveta no pot portar inclinació, un cop ajustada i per evitar el desplaçament axial, aquesta es fixa amb caragols.

## Tipus de clavetes longitudinals
També podem trobar diferents tipus de clavetes longitudinals com la claveta longitudinal amb cap: és un prisma d'acer en forma de cunya també de secció rectangular, però aquesta es diferencia per tenir un cap en un dels seus extrems per a facilitar el seu muntatge i la seva extracció. La claveta longitudinal plana és també un prisma d'acer en forma de cunya amb la mateixa inclinació, però aquesta es diferencia en el fet que per al seu muntatge no cal un claveter en l'arbre, mecanitzant en el seu lloc un rebaix per a aconseguir un seient pla sobre el qual es troba la claveta.
Per acabar, trobam la claveta longitudinal de “mitjacanya”: amb les mateixes especificacions que les altres clavetes, però la superfície inferior de la claveta és cilíndrica, fent assentar la mateixa directament sobre la superfície cilíndrica de l'arbre motriu, d'aquesta forma no serà necessari mecanitzar un claveter en l'arbre per posar la claveta.

## Llengüetes
Altre tipus de claveta que permet el desplaçament axial de les peces acoblades sense deixar de transmetre el parell de gir.
La cara superior de la claveta no pot tocar l'entalla del cub.

### Llengüetes woodruff

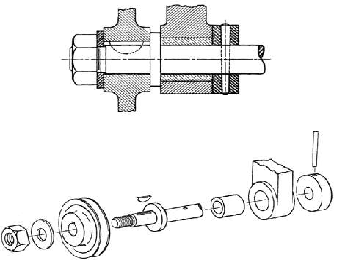
Llengüeta woodruff

Una altra varietat de clavetes són les llengüetes rodones o woodruff: Una llengüeta Woodruff és un segment de disc pla amb un fons que pot ser pla o rodó.
Se li especifica sempre mitjançant un nombre, el dos últims nombres indiquen el diàmetre nominal en octaves de polzades, mentre que els nombres que precedeixen als últims donen l'amplada nominal en trenta-dosè de polzada.
Evidentment, l'entalla ha de tenir la mateixa forma, aquesta mena de clavetes s'utilitzen per a suportar esforços petits.

## Eixos estriats
Es denominen eixos estriats als eixos als quals se'ls mecanitza unes ranures en la zona que té per a acoblar-se amb un engranatge o altres components per a donar major rigidesa a l'acoblament que la que produeix una simple claveta.
Aquests eixos estriats no són en si un engranatge però la forma de mecanitzar-los és similar a la que es fa servir per a mecanitzar engranatges i per això es formen part d'aquest apartat.
Els eixos estriats s'acoblen als forats d'engranatges o altres components que siguin mecanitzats perquè el seu acoblament sigui adequat. Aquest sistema de fixació és molt robust. S'utilitza en engranatges de caixes de velocitats i en paliers de transmissió. La norma que regula les dimensions i format dels eixos estriats és la DIN-5643.